# 소프트웨어 이식성

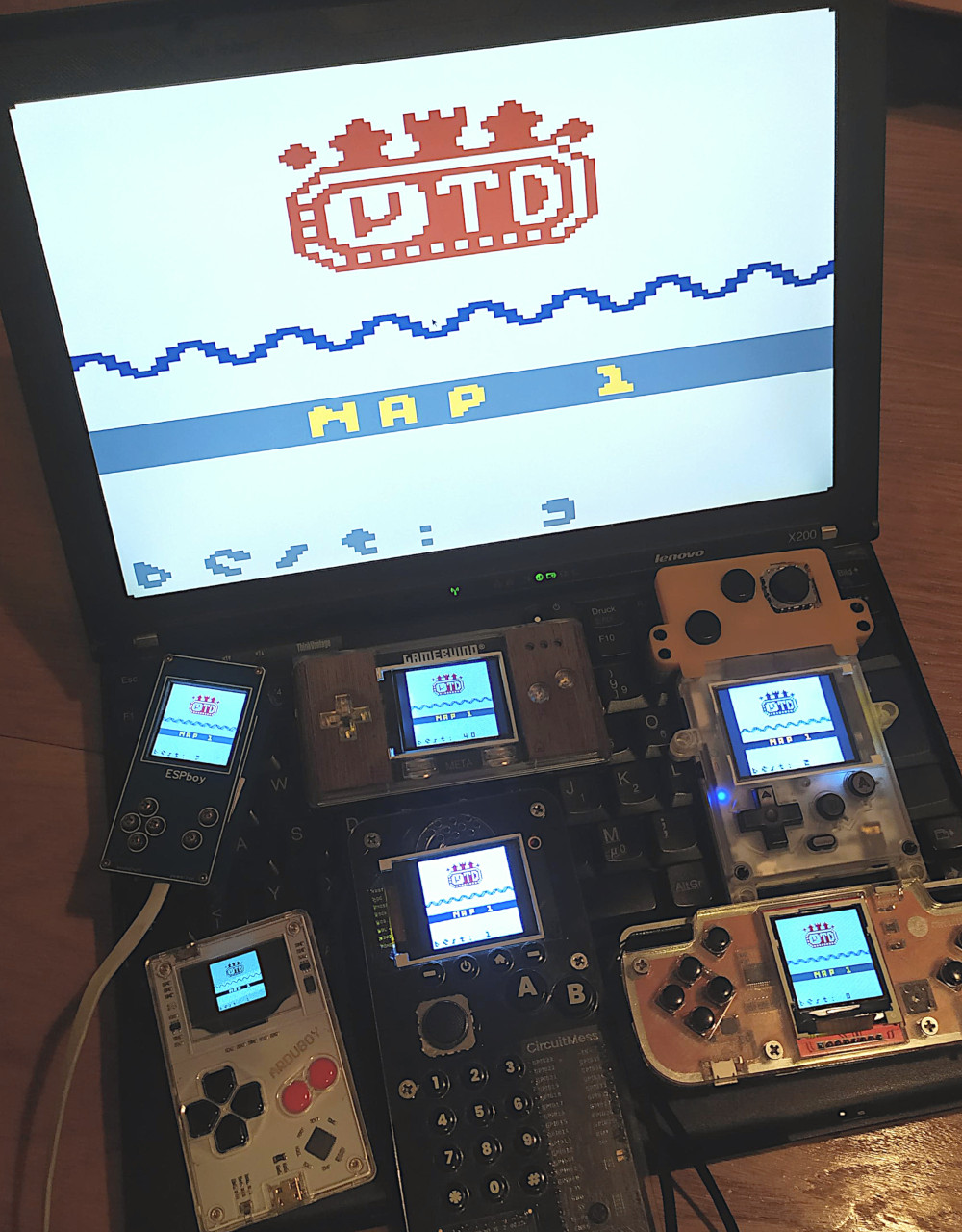
소프트웨어 이식성은 동일한 비디오 게임을 실행하는 여러 장치를 예시로 들 수 있다.

소프트웨어 이식성(software portability)은 소스 코드를 다양한 플랫폼에서 쉽게 실행할 수 있도록 하는 설계 목표이다. 이식성에 도움이 되는 것은 애플리케이션 로직과 시스템 인터페이스 간의 일반화된 추상화이다. 여러 컴퓨팅 플랫폼에 대해 동일한 기능을 가진 소프트웨어를 제작할 때 개발 비용 절감을 위해서는 이식성이 핵심 문제이다.

## 전략
소프트웨어 이식성에는 다음이 포함될 수 있다.
- 설치된 프로그램 파일을 기본적으로 동일한 아키텍처의 다른 컴퓨터로 전송한다.
- 기본적으로 동일한 아키텍처의 다른 컴퓨터에 배포 파일에서 프로그램을 다시 설치한다.
- 소스 코드에서 다양한 플랫폼에 대한 실행 가능한 프로그램 빌드. 이것이 일반적으로 “이식 (컴퓨팅)”으로 이해되는 것이다.

## 같이 보기
- C (프로그래밍 언어)
- 크로스 플랫폼
- 데이터 이동
- 상호운용성
- 이식 (컴퓨팅)
- 소스 대 소스 컴파일러